# 串木野純也
串木野 純也（くしきの じゅんや、1954年4月5日 - ）は、日本の元プロボクサー。本名は、串木野 光夫（ - みつお）。宮崎県東諸県郡出身。元日本ウェルター級王者。現役時代は宮崎ボクシングジムを経て進光ボクシングジム所属。
右ストレートを武器とするハードパンチャー。13度の防衛戦では12試合にKO勝利を収めた。これには日本王座の最多連続KO防衛記録となる10戦連続KO勝利が含まれる。また、王座獲得前からの通算では12戦連続KO勝利であった。

## 来歴
1972年11月29日、プロデビュー戦には3RTKO勝利を収めた。2戦目で判定負けを喫して引退し、自衛隊に入隊。自衛隊体育学校時代の1975年には全日本選手権及び全日本社会人選手権で3位の成績を残し、翌1976年に再デビューを果たした。6戦目から10回戦を戦い、25戦目まではウェルター級 からミドル級の契約で、日本人選手以外に朱虎、林載根、李萬徳、黄忠載など韓国の世界ランカーとも対戦を重ねた。これらの対戦にはOPBF東洋太平洋ジュニアミドル級、OPBF東洋太平洋ウェルター級、日本ジュニアミドル級の各王座挑戦も含まれるが、いずれも失敗に終わった。
1980年7月1日の21戦目では亀田昭雄の持つ日本ウェルター級王座に挑戦したが、ボディを強打されて8RKO負けを喫し、25戦目を終えての戦績は14勝 (10KO) 11敗 (6KO) というものだった。26戦目となった1981年9月7日、日本ウェルター級タイトルマッチで亀田昭雄に再挑戦。結果は小差判定負けに終わったが、9Rには右フックから左右の追撃で世界挑戦の決まっていた亀田からダウンを奪い、この試合を転機として強打に精神的余裕が生まれ、豊富な練習を重ねて技術を向上させた。同年10月13日、亀田の返上した日本ウェルター級王座をダイナマイト松尾と争った決定戦では判定負けとなったが、翌1982年1月18日の松尾との再戦で9RKO勝利を収めて同王座を獲得した。
1985年6月6日、尾崎富士雄に判定負けを喫して王座を失うまで、3年半近くの在位期間中に10戦連続KO防衛の日本記録、全12KOを含む13度の防衛を果たした。同年8月29日、尾崎からの王座奪取に挑戦したがTKO負けを喫した。眼疾を発症していたため、この試合を最後に現役を引退した。

## 戦績
- アマチュアボクシング：不詳
- プロボクシング：44戦29勝 (24KO) 15敗 (6KO)

| 戦           | 日付           | 勝敗 | 時間   | 内容 | 対戦相手                      | 国籍 | 備考                                     |
| ------------ | -------------- | ---- | ------ | ---- | ----------------------------- | ---- | ---------------------------------------- |
| 7            | 1977年1月29日  | 敗北 | 4R     | KO   | 林載根                        | 韓国 |                                          |
| 10           | 1977年8月13日  | 敗北 | 10R    | 判定 | 朱虎                          | 韓国 |                                          |
| 14           | 1978年9月2日   | 敗北 | 12R    | 判定 | 林載根                        | 韓国 | OPBF東洋太平洋ジュニアミドル級王座決定戦 |
| 17           | 1979年6月14日  | 敗北 | 12R    | 判定 | 李萬徳                        | 韓国 | OPBF東洋太平洋ウェルター級タイトルマッチ |
| 18           | 1979年11月9日  | 敗北 | 9R     | KO   | 黄忠載                        | 韓国 |                                          |
| 21           | 1980年7月1日   | 敗北 | 8R     | KO   | 亀田昭雄 （協栄）             | 日本 | 日本ウェルター級タイトルマッチ           |
| 24           | 1981年2月24日  | 敗北 | 10R    | 判定 | 堀畑道弘 （協栄山神）         | 日本 | 日本ジュニアミドル級タイトルマッチ       |
| 26           | 1981年9月7日   | 敗北 | 10R    | 判定 | 亀田昭雄 （協栄）             | 日本 | 日本ウェルター級タイトルマッチ           |
| 27           | 1981年10月13日 | 敗北 | 10R    | 判定 | ダイナマイト松尾 （三津山）   | 日本 | 日本ウェルター級王座決定戦               |
| 28           | 1981年10月28日 | 勝利 | 3R     | KO   | 十枝内郁也 （ヨネクラ）       | 日本 | この試合以降、12戦連続KO勝利             |
| 29           | 1982年1月18日  | 勝利 | 9R     | KO   | ダイナマイト松尾 （三津山）   | 日本 | 日本ウェルター級タイトルマッチ           |
| 30           | 1982年4月8日   | 勝利 | 1R     | KO   | 笹川孝二 （筑豊）             | 日本 | 日本王座防衛1                            |
| 31           | 1982年6月29日  | 勝利 | 4R     | KO   | 無限川坂 （上福岡）           | 日本 | 日本王座防衛2                            |
| 32           | 1982年8月23日  | 勝利 | 8R     | KO   | ゴルゴ斎藤 （辰東）           | 日本 | 日本王座防衛3                            |
| 33           | 1982年11月1日  | 勝利 | 2R     | KO   | 安田一彦 （新日本木村）       | 日本 | 日本王座防衛4                            |
| 34           | 1983年1月9日   | 勝利 | 4R     | KO   | 無限川坂 （上福岡）           | 日本 | 日本王座防衛5                            |
| 35           | 1983年4月18日  | 勝利 | 8R     | KO   | 興島将二 （塚原）             | 日本 | 日本王座防衛6                            |
| 36           | 1983年9月8日   | 勝利 | 6R     | KO   | 桑田修孝 （SB川口）           | 日本 | 日本王座防衛7                            |
| 37           | 1983年11月29日 | 勝利 | 4R     | KO   | 福谷康蔵 （ヨネクラ）         | 日本 | 日本王座防衛8                            |
| 38           | 1984年2月2日   | 勝利 | 2R     | KO   | ロッキー竹元 （宮崎）         | 日本 | 日本王座防衛9                            |
| 39           | 1984年3月15日  | 勝利 | 2R     | KO   | 新山泰次郎 （八戸）           | 日本 | 日本王座防衛10                           |
| 40           | 1984年5月11日  | 勝利 | 10R    | 判定 | 興島将二 （塚原）             | 日本 | 日本王座防衛11                           |
| 41           | 1984年7月30日  | 勝利 | 6R     | KO   | カーロス・エリオット （八戸） | 日本 | 日本王座防衛12                           |
| 42           | 1984年12月4日  | 勝利 | 8R     | KO   | 桑田修孝 （SB川口）           | 日本 | 日本王座防衛13                           |
| 43           | 1985年6月6日   | 敗北 | 10R    | 判定 | 尾崎富士雄 （帝拳）           | 日本 | 日本王座陥落                             |
| 44           | 1985年8月29日  | 敗北 | 8R終了 | TKO  | 尾崎富士雄 （帝拳）           | 日本 | 日本ウェルター級タイトルマッチ           |
| テンプレート |                |      |        |      |                               |      |                                          |

## 獲得タイトル
- 第29代日本ウェルター級王座（13度防衛）

受賞歴
- プロ・アマチュア年間表彰
  - 1982年度プロ部門努力賞・KO賞
  - 1983年度プロ部門KO賞
  - 1984年度プロ部門敢闘賞
  - 1985年度プロ部門努力賞